# Wimauma
Wimauma is een plaats (census-designated place) in de Amerikaanse staat Florida, en valt bestuurlijk gezien onder Hillsborough County.

## Demografie
Bij de volkstelling in 2000 werd het aantal inwoners vastgesteld op 4246.

## Geografie
Volgens het United States Census Bureau beslaat de plaats een oppervlakte van
22,8 km², waarvan 21,8 km² land en 1,0 km² water. Wimauma ligt op ongeveer 31 m boven zeeniveau.

## Plaatsen in de nabije omgeving
De onderstaande figuur toont nabijgelegen plaatsen in een straal van 24 km rond Wimauma.